# Bourreria hintonii
Bourreria hintonii là loài thực vật có hoa trong họ Mồ hôi. Loài này được (La Llave & Lex.) I.M.Johnst. mô tả khoa học đầu tiên năm 1948.